# Ingvild Bryn

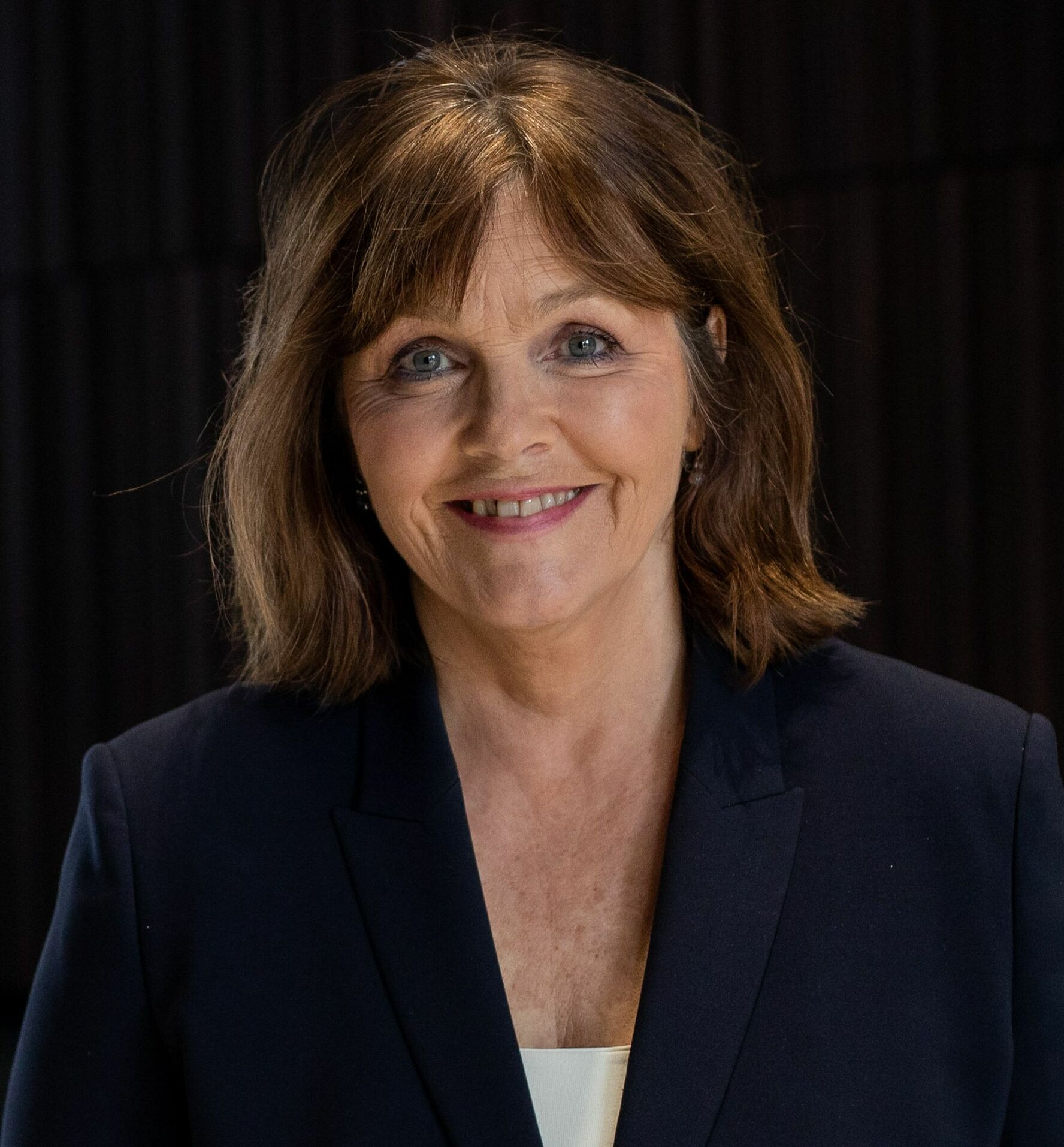
Ingvild Bryn, 2022

Ingvild Bryn (* 18. März 1961 in Voss) ist eine norwegische Journalistin und Moderatorin.

## Leben und Wirken
Seit 1992 gehört sie zu den Nachrichtensprecherinnen der Dagsrevyen. Von 1995 bis 1999 war sie Auslandskorrespondentin in Washington, D.C. für die Rundfunkgesellschaft NRK. Zusammen mit Morten Harket moderierte sie den Eurovision Song Contest 1996 in Oslo.